# Staplehurst (Nebraska)
Staplehurst – wieś w Stanach Zjednoczonych, w stanie Nebraska, w hrabstwie Seward.